# NHL 09
NHL 09 — восемнадцатая игра в серии NHL от EA Sports. Последняя игра серии, вышедшая на PC и PS2.

## Новые возможности
По сравнению с предыдущими играми, в NHL 09 добавилось несколько новых возможностей, такие, как альтернативная форма и расширенные составы чешской экстралиги и российской суперлиги. В честь столетнего юбилея команды «Монреаль Канадиенс» была добавлена сборная команда её лучших игроков за 100 лет. Помимо этого, компания EA Sports добавила ностальгический стиль управления, такой же, какой использовался в NHL 94.

## Версия для ПК
Как и в двух предыдущих играх серии, версия для ПК не аналогична версиям для консолей: она отличается от неё более слабой графикой и отсутствием поддержки широкоэкранных разрешений. Для следующих игр серии версии для ПК уже не выпускались. На официальном форуме по этому поводу было выложено следующее заявление от разработчиков:

«Мы можем подтвердить, что EA не будет делать NHL 10 для PC и PS2 из-за текущего экономического климата и продолжающегося снижения количества продаж на спортивном рынке PC. Мы собираемся сосредоточиться на том, чтобы сделать самый лучший хоккей для PS3 и XBOX-360, но мы будем продолжать думать, как оживить ПК для спортивных игр»

## Лиги и сборные
Всего в игре представлены семь лиг и двадцать одна сборная.

### Лиги
- НХЛ
- АХЛ
- Российская хоккейная суперлига (игру начали разрабатывать до того, как Российская суперлига была переформирована в КХЛ).
- Немецкая хоккейная лига
- Шведская элитная серия
- Чешская экстралига
- Финская СМ-Лига

### Дополнительные команды
- ХК Давос
- Лучшие игроки «Монреаль Канадиенс» за 100 лет

### Сборные
| Россия   | Канада         | США       |
| Швеция   | Финляндия      | Чехия     |
| Австрия  | Германия       | Швейцария |
| Беларусь | Украина        | Казахстан |
| Латвия   | Словакия       | Италия    |
| Франция  | Норвегия       | Дания     |
| Польша   | Великобритания | Япония    |

## Звук в игре

### Музыка в меню
Музыка в меню включает в себя 17 композиций, любую из которых можно отключить.
| Треки в меню NHL 09              | Треки в меню NHL 09         |
| -------------------------------- | --------------------------- |
| Исполнитель/и                    | Название                    |
| Airbourne                        | «Runnin' Wild»              |
| Apocalyptica feat. Томоясу Хотэй | «Grace»                     |
| Avenged Sevenfold                | «Afterlife»                 |
| Billy Talent feat. Anti-Flag     | «Turn Your Back»            |
| Black Tide                       | «Warriors of Time»          |
| Bullet for My Valentine          | «Hearts Burst Into Fire»    |
| Coheed and Cambria               | «The Running Free»          |
| Disco Ensemble                   | «This Is My Head Exploding» |
| From First to Last               | «Two As One»                |
| Johnossi                         | «Execution Song»            |
| Millencolin                      | «Done Is Done»              |
| Panic at the Disco               | «Nine in the Afternoon»     |
| Phantom Planet                   | «Do the Panic»              |
| Protest the Hero                 | «The Dissentience»          |
| Sons and Daughters               | «Gilt Complex»              |
| The Elms                         | «The Shake»                 |
| The Kills                        | «Cheap and Cheerful»        |

## Оценки
| Сводный рейтинг    | Сводный рейтинг              |
| Агрегатор          | Оценка                       |
| ------------------ | ---------------------------- |
| GameRankings       | 88,78 % (X360) 87,97 % (PS3) |
| Иноязычные издания |                              |
| Издание            | Оценка                       |
| 1UP.com            | B+                           |
| EGM                | B+                           |
| Game Informer      | 9,25/10                      |
| GameSpot           | 9,0/10 (Xbox 360)            |
| GameZone           | 9,0/10(9,1/10 PS3)           |
| IGN                | 9,0/10                       |
| OPMUK              | 9,0/10                       |
| OXM                | 9,0/10                       |
| TeamXbox           | 9,3/10                       |
| X-Play             | 4/5                          |
| PSM3 Magazine UK   | 85/100                       |
| Pelit              | 84/100                       |

### Награды
- IGN:
  - Лучшая спортивная игра для Xbox 360
- GameSpot:
  - Лучшие спортивные игры
  - Номинация — Игра года
  - Номинация — Лучшая спортивная кооперативная игра
- Spike TV Video Game Awards:
  - Лучшая спортивная кооперативная игра
- Номинации от GameTrailers:
  - Лучшие спортивные игры
  - Номинация — Лучшая игра для Xbox 360

## Комментаторы
В английских версиях игры для ПК и PlayStation 2 матчи комментируют Джим Хьюзон и Крэйг Симпсон. Гэри Торн и Билл Клемент присутствуют в версиях для PS3 и Xbox 360. В русской версии матчи комментируют Александр Ткачёв и Дмитрий Савин (хоккейные телекомментаторы), а также диктор Валентин Валентинов.